# ایوان سوترلند (ورزشکار)
ایوان سوترلند (انگلیسی: Ivan Sutherland; ۱۵ سپتامبر ۱۹۵۰ – ) قایقران روئینگ اهل نیوزیلند بود.
وی در مسابقات کشوری و بین‌المللی در مجموع برندهٔ ۱ مدال نقره، ۲ مدال برنز شده‌است.